# Daniela García Tena
Daniela García Tena (Palma de Mallorca, 31 de agosto de 2001) es una deportista española que compite en atletismo, especialista en las carreras de mediofondo. En el Campeonato Europeo de Atletismo Sub-23 de 2023 consiguió una medalla de oro en la prueba de 800 m.

## Competiciones internacionales
| Representando a España | Representando a España                 | Representando a España | Representando a España | Representando a España | Representando a España |
| Año                    | Competición                            | Lugar                  | Posición               | Prueba                 | Tiempo                 |
| ---------------------- | -------------------------------------- | ---------------------- | ---------------------- | ---------------------- | ---------------------- |
| 2019                   | Campeonato Europeo Sub-20              | Borås                  | 6.º                    | 800 m                  | 2:05.43                |
| 2021                   | Campeonato Europeo en Pista Cubierta   | Toruń                  | 12.º (sf.)             | 800 m                  | 2:04.32                |
| 2021                   | Campeonato Europeo Sub-23              | Tallin                 | 5.º                    | 800 m                  | 2:04.13                |
| 2022                   | Campeonato Iberoamericano              | La Nucia               | Medalla de plata       | 800 m                  | 2:03.65                |
| 2022                   | Juegos Mediterráneos                   | Orán                   | 5.º                    | 800 m                  | 2:03.45                |
| 2023                   | Campeonato Europeo en Pista Cubierta   | Estambul               | 12.º (s.)              | 800 m                  | 2:04.20                |
| 2023                   | Campeonato Europeo Sub-23              | Espoo                  | Medalla de oro         | 800 m                  | 2:02.96                |
| 2023                   | Campeonato Mundial                     | Budapest               | 31.º (s.)              | 800 m                  | 2:00.92                |
| 2024                   | Campeonato de Europa                   | Roma                   | 11.º (sf.)             | 800 m                  | 2:00.68                |
| 2025                   | Campeonato de Europa en pista cubierta | Apeldoorn              | 4.º (sf.)              | 800 m                  | 2:02.16                |